# Marie d'Agoult
Marie Catherine Sophie, contessa d'Agoult, nata viscontessa di Flavigny e nota anche con lo pseudonimo di Daniel Stern (Francoforte sul Meno, 31 dicembre 1805 – Parigi, 5 marzo 1876), è stata una scrittrice francese.

## Biografia
Figlia dell'aristocratico francese emigrato Alexandre Victor François de Flavigny (1770-1819) e di Maria Elisabeth Bethmann (1772-1847), Marie de Flavigny fu educata in un monastero in Francia. Sposò il conte Charles Louis Constant d'Agoult (1790-1875) il 16 maggio 1827. Divorziò il 19 agosto 1835; avevano avuto due figlie: Louise (1828-1834) e Claire (1830-1912). Visse dal 1835 al 1839 con il compositore Franz Liszt da cui ebbe tre figli: Blandine (1835-1862), Daniel (1839-1859) e Cosima (1837-1930); quest'ultima sposò in seconde nozze Richard Wagner nel 1870. Marie viaggiò molto in compagnia di Liszt, in Svizzera e in Italia.
Le sue prime storie, Hervé, Julien, Valentia, Nélida, furono pubblicate nel 1841-1846. A partire dal 1848, il suo salotto di Parigi divenne un importante centro di azione politica; lei stessa fu impegnata a propugnare un liberalismo umanitario e democratico, come testimoniato dalle Lettres républicaines (1848) e dalla sua opera più nota, Histoire de la Révolution de 1848 in due volumi (1851-1853), pubblicata con lo pseudonimo di Daniel Stern. Fu amica di Moses Hess e di Daniele Manin, fu ammiratrice di Giuseppe Mazzini (col quale fu in corrispondenza) e di Cavour.
Nell'ultimo periodo della sua vita effettuò nuovi lunghi viaggi in Italia e scrisse una delle sue opere più famose: Dante et Goethe, dialoghi pubblicati prima a puntate sulla Revue germanique et française nel 1864 e poi in volume nel 1866.

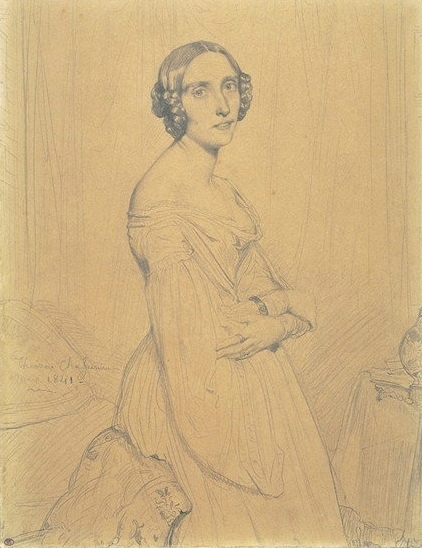
Marie d'Agoult ritratta da Théodore Chassériau (Musée du Louvre)

Le sue altre opere comprendono le Esquisses morales (1849), Trois journées de la vie de Marie Stuart (1856), Florence et Turin (1862), Histoire des commencements de la république aux Pays-Bas (1872) e Mes souvenirs pubblicati postumi (1877). È anche autrice di un volume di Mémoires (1927).
La sua corrispondenza con Mazzini è stata pubblicata nei volumi Lettres de J. Mazzini à D. Stern (1874) e Lettere della Contessa d'Agoult a G. Mazzini (1927).
Alla sua morte è stata seppellita nella sezione 54 del cimitero di Père-Lachaise.

## Opere on line in lingua originale (daGallica)
- Dante et Goethe, Parigi, Didier, 1866. URL consultato il 27 ottobre 2021.
- Essai sur la liberté considérée comme principe et fin de l'activité humaine, Parigi, Michel Lévy frères, 1863. URL consultato il 27 ottobre 2021.
- Florence et Turin : études d'art et de politique, 1857-1861, Parigi, Michel Lévy frères, 1862. URL consultato il 27 ottobre 2021.
- Histoire de la Révolution de 1848, Parigi, Charpentier, 1862. URL consultato il 27 ottobre 2021.
- Histoire des commencements de la république aux Pays-bas, Parigi, M. Lévy frères, 1872. URL consultato il 27 ottobre 2021.
- Lettres républicaines[collegamento interrotto], Parigi, Amyot, 1848
- Mes souvenirs, 1806-1833, Parigi, Calmann Lévy, 1880. URL consultato il 27 ottobre 2021.
- Nelida, Parigi, Michel Lévy, 1866. URL consultato il 27 ottobre 2021.
- Nel 2011 la RSI-Rete2 ha prodotto un originale radiofonico (in italiano) dal titolo "Liszt et Marie" autore Giorgio Appolonia, interpreti principali Claudio Moneta, Alessia Vicardi, Adele Pellegatta per la regia di Claudio Laiso

## Riferimenti in francese[1]
- Claude Aragonnès, Marie d'Agoult une destinée romantique, Parigi, Hachette, 1938-1983
- Robert Bory, Une retraite romantique en Suisse: Liszt et la comtesse d'Agoult, Losanna, Éditions SPES, 1930
- Dominique Desanti, Daniel: ou, Le visage secret d'une comtesse romantique, Marie d'Agoult, Parigi, Stock, 1980
- Camille Destouches, La passion de Marie d'Agoult, Parigi, A. Fayard, 1959
- Charles Dupêchez, Marie d'Agoult, 1805-1876, Parigi, Plon, 1994,  Perrin, 2001
- Serge Gut e Jacqueline Bellas (ed.), Franz Liszt - Marie d'Agoult, Correspondance, Parigi, Fayard, 2001, ISBN 2-213-61010-X
- Marie Octave Monod, Daniel Stern, comtesse d'Agoult, de la restauration à la IIIe république, Parigi, Plon, 1937
- Jacques Albert Vier, La comtesse d'Agoult et son temps, Parigi, A. Colin, 1959-1963